# Den gula kon

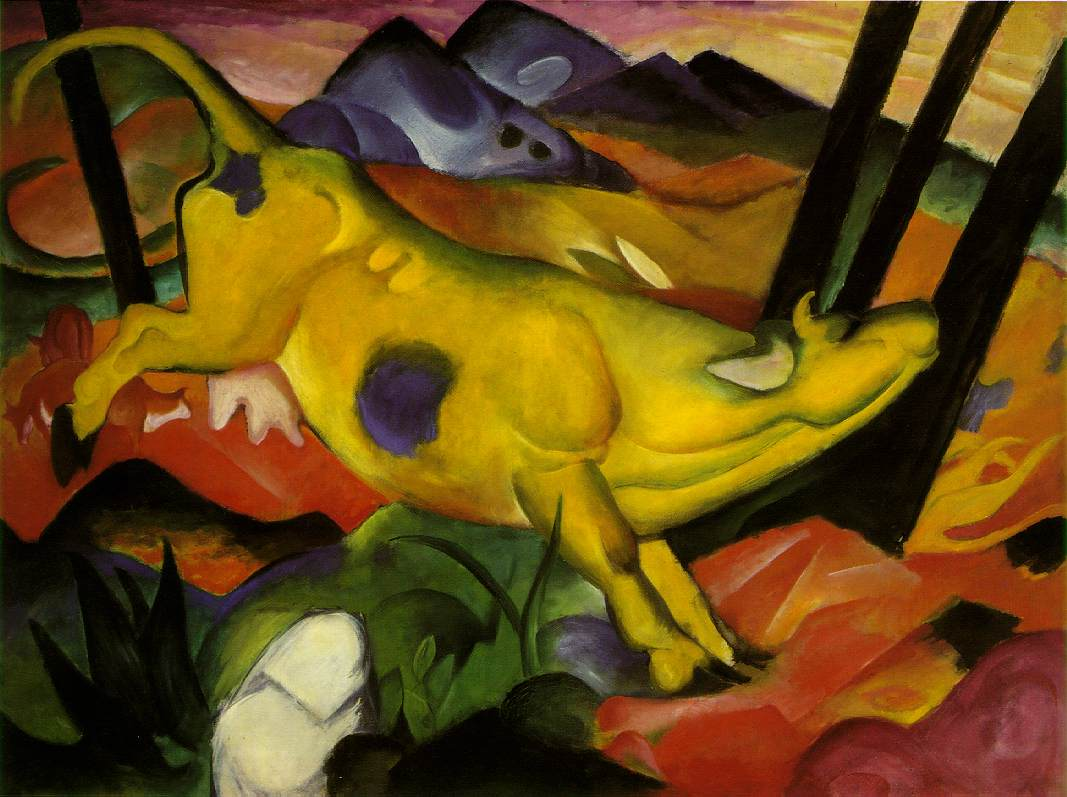
Die gelbe Kuh
Franz Marc, 1911
189,2 × 140,7 cm
Olja på duk
Solomon R. Guggenheim Museum, New York

Den gula kon är en målning av den tyske konstnären Franz Marc, utförd 1911.
Verket målades under en tid då flera tyska konstnärer följde en "tillbaka till naturen"-rörelse. Marc berättade själv att han tillskriver djuren en spiritualitet som moderna människor saknar. Han förmedlade den gula färgen mjuka, glada och sensuella känslor. Han utvecklade en färglära där gult var symbolen för kvinnlighet. Konsthistorikern Mark Rosenthal förmodar att den gula kon är en egensinnig bild av Marcs älskarinna Maria Franck som blev hans maka samma år. Samtidig antas att den blå bergstrakten i bakgrunden är en symbol för Marc själv. Målningen visas sedan 1949 i Solomon R. Guggenheim Museum i New York.